# Provincia de Tuggurt
Tuggurt (en árabe: ولاية تقرت‎) es una provincia argelina creada en 2019, anteriormente, una provincia delegada creada en 2015.

## Geografía
La provincia de Tuggurt está en el Sáhara argelino; su superficie es de 17 428 km².
Está delimitada por:
- al norte con la provincia de El M'Ghair;
- al este con la provincia de El Oued;
- al oeste con la provincia de Uargla;
- y al sur por la provincia de Uargla.

## Historia
La provincia de Tuggurt fue creada el 26 de noviembre de 2019.
Anteriormente, era una provincia delegada, creada según la ley n° 15-140 del 27 de mayo de 2015, que crea distritos administrativos en ciertas provincias y fija las reglas específicas relacionadas con ellas, así como la lista de municipios que están adscritos a ella. Antes de 2019, estaba adscrito a la provincia de Uargla.

## Organización
Durante el colapso administrativo de 2015, la wilaya delegada de Tuggurt está formada por 4 distritos y 11 municipios.

### Lista de walis
| Distrito | Comuna           | Arábe            | Mapa |
| -------- | ---------------- | ---------------- | ---- |
| Mégarine | Megarine         | اﻟﻤﻘﺎرﻳﻦ         |      |
| Mégarine | Sidi Slimane     | ﺳﻴﺪي ﺳﻠﻴﻤﺎن      |      |
| Taibet   | Benaceur         | ﺑﻦ ﻧﺎﺻﺮ          |      |
| Taibet   | M'Naguer         | اﻟﻤﻨﻘﺮ           |      |
| Taibet   | Taibet           | اﻟﻄﻴﺒﺎت          |      |
| Tamacine | Blidet Amor      | ﺑﻠﻴﺪة ﻋﺎﻣﺮ       |      |
| Tamacine | Tamacine         | ﺗﻤﺎﺳﻴﻦ           |      |
| Tuggurt  | Nezla            | ﻧﺰﻟﺔ             |      |
| Tuggurt  | Tebesbest        | ﺗﻴﺒسﺴﺖ           |      |
| Tuggurt  | Tuggurt          | تقرت             |      |
| Tuggurt  | Zaouia El Abidia | اﻟﺰاوﻳﺔ اﻟﻌﺎﺑﺪﻳﺔ |      |